# Saliceto, Haute-Corse
Saliceto är en kommun i departementet Haute-Corse på ön Korsika i Frankrike. Kommunen ligger i kantonen Castifao-Morosaglia som tillhör arrondissementet Corte. År 2022 hade Saliceto 46 invånare.

## Befolkningsutveckling
Antalet invånare i kommunen Saliceto
Referens:INSEE